# Chile Eboe-Osuji
Chile Eboe-Osuji (Anara, 2 settembre 1962) è un giudice nigeriano della Corte penale internazionale.

## Biografia
Ha partecipato al Gruppo di esperti per la definizione del crimine di aggressione, ha svolto funzione di giudice presso il Tribunale penale internazionale per il Ruanda e presso la Corte speciale per la Sierra Leone, nonché di consigliere dell'Alto Commissario ONU per i diritti umani Navi Pillay.
Eletto dall'Assemblea degli Stati Parte nel Gruppo degli Stati africani (Lista A), il 16 dicembre 2011, ha prestato giuramento solenne il 9 marzo 2012. 
Già presidente della Divisione Giudicante della Corte penale internazionale, dall'11 marzo 2018 è stato eletto Presidente della stessa Corte per un mandato di tre anni.